# Oxira nigrobasalis
Oxira nigrobasalis är en fjärilsart som beskrevs av Edward Alfred Cockayne 1952. Oxira nigrobasalis ingår i släktet Oxira och familjen nattflyn. Inga underarter finns listade i Catalogue of Life.